# Els Planells (Rivert)
Els Planells, és una plana en part constituïda per camps de conreu del terme municipal de Conca de Dalt, al Pallars Jussà, a l'antic terme de Toralla i Serradell, en el territori del poble de Rivert.
Estan situats al sud-est de Rivert, a l'esquerra del barranc de Rivert, a ponent de Caners i a migdia dels Oms i de Llaunes. És al sud-oest de la Carretera de Rivert, i travessa el paratge el Camí vell de Salàs de Pallars a Rivert.